# Ацетанилид
Ацетанилид — органическое соединение, анилид уксусной кислоты.

## История
Ацетанилид был первым  производным анилина, у которого обнаружили болеутоляющие и жаропонижающие свойства. Впоследствии он был быстро введен в медицинскую практику под названием антифебрин А. Каном и П. Хеппа в 1886 году.

## Получение

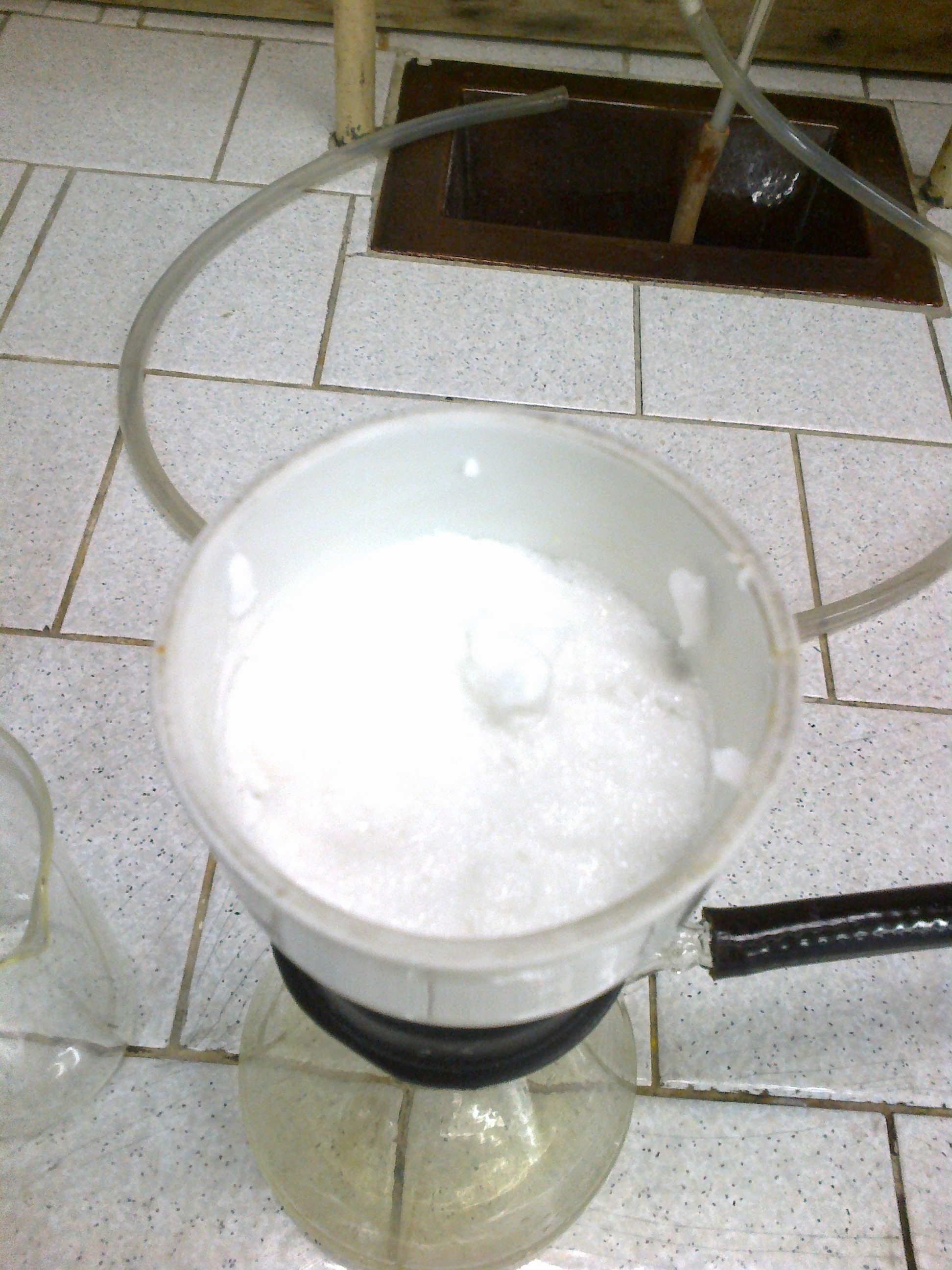
Сушка ацетанилида на фильтре

Ацетанилид синтезируют по реакции ацилирования анилина уксусной кислотой или уксусным ангидридом при 120 °C с последующей перекристаллизацией из воды. Оттитровать ацетанилид можно 0,1 н. раствором бромата калия в присутствии иодида калия после кипячения с соляной кислотой. В точке эквивалентности цвет раствора меняется на слабо-жёлтый.

## Химические свойства
В щелочных и кислотных условиях ацетанилид подвергается гидролизу с образованием анилина и уксусной кислоты. При взаимодействии с хлороводородом в метаноле он образует геми- и моногидрохлориды. Амидный атом азота может быть алкилирован или ацилирован. Ацетанилид вступает в реакции галогенирования и нитрования с образованием продуктов орто-/пара-замещения. Надуксусная кислота окисляет ацетанилид до нитробензола.

## Применение
Ацетанилид служит исходным соединением в синтезе других органических полупродуктов, в производстве красителей и лекарств (например, сульфамидных препаратов). Также он используется для стабилизации пероксида водорода и как пластификатор нитратов целлюлозы.